# Базе (Француска)
Базе (фр. Bazet) насеље је и општина у јужној Француској у региону Миди Пирене, у департману Горњи Пиринеји која припада префектури Тарб.
По подацима из 2011. године у општини је живело 1.664 становника, а густина насељености је износила 585,92 становника/km². Општина се простире на површини од 2,84 km². Налази се на средњој надморској висини од 270 метара (максималној 276 m, а минималној 264 m).

## Демографија
| 1962. | 1968. | 1975. | 1982. | 1990. | 1999. | 2011. |
| ----- | ----- | ----- | ----- | ----- | ----- | ----- |
| 834   | 878   | 1.180 | 1.516 | 1.453 | 1.298 | 1.664 |

График промене броја становника у току последњих година